# Cervelaat

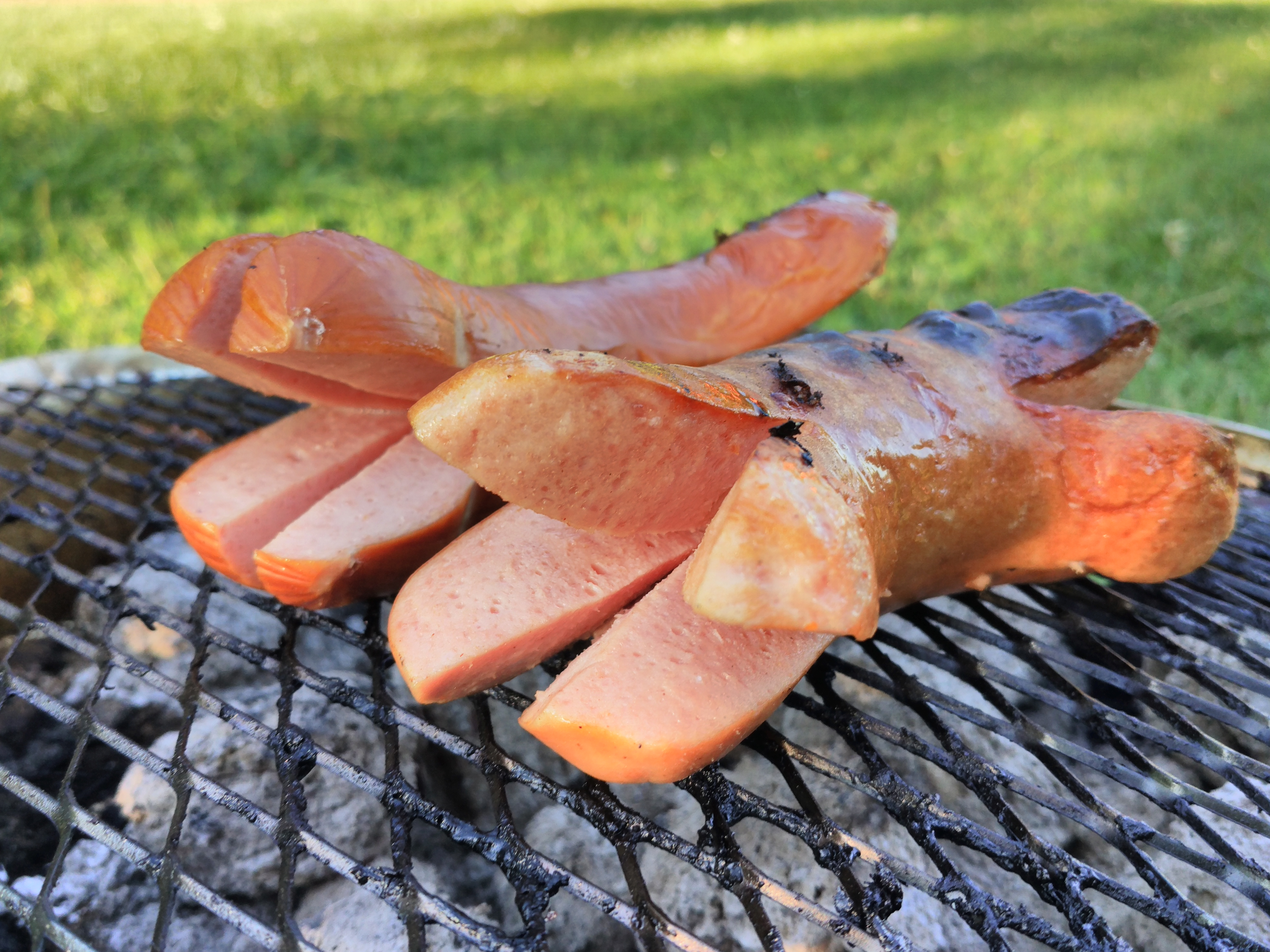
Klassieke Zwitserse cervelaatworst met opengesneden uiteinden

Cervelaat is een droge worst, doorgaans gemaakt van varkens- en rundvlees.
De naam komt van het Latijnse cerebellum (kleine hersenen) via het Italiaanse cervellata. Oorspronkelijk waren hersenen ook een ingrediënt van de worst.
In Vlaanderen spreekt men van cervela of lookworst. Deze kan men ook bijna altijd bestellen in het frietkot, waarbij men steeds kan kiezen of hij al dan niet moet worden gebakken, wat gebeurt door middel van frituren. Een specifieke lokale variëteit is de Gentse paardenlookworst die wordt gemaakt van paardenvlees.
Cervelaatworst is in verschillende vormen verkrijgbaar: "gewone" cervelaatworst, de Elzasser- of wijncervelaat, oorspronkelijk afkomstig uit de voormalig Duitse, later Franse, regio Elzas. De buitenkant van deze worst wordt gemanteld met een laagje van bijvoorbeeld groene pepers, Parmezaanse kaas of gebakken ui. Verder is er pepercervelaat en grove cervelaat.